# Laurenzana
Laurenzana är en ort och kommun i provinsen Potenza i regionen Basilicata i Italien. Kommunen hade 1 735 invånare (2017).